# Takanohana Kōji
Takanohana Kōji (jap. 貴乃花 光司), bürgerlich: Kōji Hanada (花田 光司, Hanada Kōji; * 12. August 1972 in Tokio) ist ein ehemaliger japanischer Sumōringer und der 65. Yokozuna. Er ist der jüngere Sohn des verstorbenen Ōzeki Takanohana Kenshi sowie Bruder des 66. Yokozuna Wakanohana Masaru. 

## Leben
Als Mitglied der berühmten Sumōfamilie Hanada lernte er das Handwerk des Sumō, wie auch sein Bruder Wakanohana Masaru, im Heya seines Vaters. Mit bis zu 150 kg Gewicht und 1,85 m Körpergröße war er etwas größer und schwerer als sein Bruder. Nach der Einführung der beiden ins Profisumō im März 1988 gelang Takanohana, der damals noch unter dem Namen Takahanada kämpfte, ein rapider Aufstieg durch die Ränge: Er war der jüngste Rikishi, der jemals in der Jūryō-Division gekämpft hatte, der jüngste jemals bekannte Kämpfer in der Makuuchi-Division und der jüngste Turniersieger der Geschichte. Zuletzt wurde er im Januar 1993 noch der bisher jüngste Ōzeki und bekam zu diesem Zeitpunkt den Kampfnamen (Shikona) seines Vaters verliehen, der ‚edle Blume‘ bedeutet. Danach verlangsamte sich seine bisher steile Karriere etwas. Erst im November 1994 erreichte Takanohana nach zwei ohne Niederlage gewonnenen Turnieren in Folge die Beförderung zum 65. Yokozuna.
1992 und 1994 bis 1997 war Takanohana der erfolgreichste Ringer der Makuuchi, danach ließ er wegen gesundheitlicher Probleme nach.
Als große Leistung kann man sicherlich seinen 22. und letzten Turniersieg im Mai 2001 in Tokio betrachten. Im Kampf gegen Musōyama verletzte er sich am Knie und trat mit sichtbaren Problemen im späteren Stichkampf gegen Musashimaru an. Takanohana gewann diesen Kampf, jedoch hatte dieser Sieg eine über einjährige Auszeit wegen dieser Verletzung zur Folge. Takanohana schaffte zwar beim Herbstturnier 2002 ein gelungenes 12–3-Comeback, jedoch endete seine Verletzungsmisere nicht, woraufhin er während des Neujahrsturniers 2003 seinen Rücktritt verkündete.
Takanohana war einer der bisher drei Ringer, die ihren Kampfnamen behalten durften, als sie nach ihrer aktiven Karriere dem Sumōverband beitraten. Als Takanohana Oyakata übernahm er 2004 den Stall seines Vaters (vormals Futagoyama-beya).

## Kampfstil
Takanohana kämpfte hauptsächlich mit Techniken des Yotsu-sumo, d. h., er wandte hauptsächlich Kampftechniken mit Griff am Mawashi an. Ähnlich wie später Asashōryū war er in der Lage, seinen Kampfstil bzw. seine Techniken sehr schnell zu wechseln und den Gegebenheiten anzupassen.

## Privat
1992 war Takanohana zeitweilig mit der Schauspielerin Miyazawa Rie verlobt.